# Sztanyiszlav Grigorjevics Bliznyuk
Sztanyiszlav Grigorjevics Bliznyuk (Leningrád, 1934. november 18. – Moszkva, 2008. október 14.) szovjet-orosz pilóta, berepülőpilóta. Nevéhez fűződik az Ilujusin tervezőiroda több repülőgépének az első felszállása és berepülése.
Leningrádban született 1934. november 18-án. Gyermek- és fiatalkorát Ljublinóban (ma Moszkva része) töltötte. 1953-ban végezte el a 10 osztályos alapfokú iskolát. Közben a szerpuhovói repülőklubban tanult repülni.